# ألان كوفاتش
ألان كوفاتش (بالسلوفاكية: Alan Kováč) هو لاعب كرة قدم سلوفاكي في مركز الهجوم، ولد في 22 مايو 1993 في براتيسلافا في سلوفاكيا. شارك مع منتخب سلوفاكيا تحت 15 سنة لكرة القدم ومنتخب سلوفاكيا تحت 16 سنة لكرة القدم ومنتخب سلوفاكيا تحت 17 سنة لكرة القدم. أما مع النوادي، فقد لعب مع نادي سلوفان براتيسلافا.

## وصلات خارجية
- ألان كوفاتش على موقع قاعدة بيانات كرة القدم.إي يو (الإنجليزية)
- ألان كوفاتش على موقع Soccerway.com (الإنجليزية)
- ألان كوفاتش على موقع عالم كرة القدم.نت (الإنجليزية)